# The Man That Got Away
The Man That Got Away est une chanson composée par Harold Arlen, avec les paroles de Ira Gershwin, pour le (premier) remake du film Une étoile est née, sorti en 1954.
Elle est chantée par l'héroïne principale du film, jouée par Judy Garland.
La chanson a été nommée pour l'Oscar de la meilleure chanson originale en 1954, mais a perdu face à Three Coins in the Fountain du film du même nom (intitulé La Fontaine des amours dans la version française),,,,. C'était la troisième fois qu'Ira Gershwin était en nomination aux Oscars dans cette catégorie, et c'était la troisième fois qu'il perdait.

## Accolades
La chanson (dans la version originale du film Une étoile est née sorti en 1954) fut classée 11e dans la liste des « 100 plus grandes chansons du cinéma américain » selon l'American Film Institute (AFI).